# Egas Ermiges de Ribadouro
Egas Ermiges de Ribadouro, O Bravo (m. c.1090) foi governador de Arouca, e um importante senhor com autoridade em grande parte da região do Ribadouro.

## Biografia
Foi filho de Ermígio Viegas I de Ribadouro e Unisco Pais. Era irmão de Monio Ermiges e portanto tio do célebre Egas Moniz, o Aio. Segundo alguns, terá sido o chefe da família, já que foi, dos filhos de Ermígio, o que tomou o apelido "Gasco", então tradicional por entre os chefes de linhagem da família. À chefia contribui o grande poder e autoridade que deteve no Ribadouro, resultante no seu longevo governo tenencial em Arouca e também em Benviver, Aregos e Lamego. Embora se tenha tentado comprovar que na verdade governou todo o conjunto de terras (que se compunham pelas que ele governou) que se designava Anégia, a falta de documentação que o refira como senhor de Anégia leva a que se ponha esta hipótese de lado, significando provavelmente que quando acedeu ao poder a terra de Anégia já estava desagregada. Surge no entanto, como senhor de Entre-os-Rios, que seria sinónimo de Benviver.
A sul do rio Douro, dada a conquista de Coimbra por Fernando I de Leão em 1064, e a subsequente entrega do governo do Condado de Coimbra ao alvazil moçárabe Sesnando Davides, Egas, no seu domínio, terá estado subordinado a este.

### Papel fundiário
Em 1088, doou ao Mosteiro de Paço de Sousa vários bens que detinha, com várias proveniênciasː uns herdara do pai, com destaque para as vilas de Galegos, Ascariz e Lagares, outros herdara da mãe, em Touriz e Sabariz, e ainda outros de uma tia, Vivilde Viegas de Ribadouro, como Pedorido, na terra de Paiva. O seu casamento com Gontinha Eres, senhora de Moldes e padroeira do Mosteiro de Arouca, deu-lhe acesso a vários bens nessa região, doando alguns deles a Paço de Sousa, e ainda ao governo de Arouca. Provavelmente durante o seu mandato doou também ao cenóbio de Paço de Sousa a quinta parte do que havia sido do seu sogro, por casamento.
Egas Ermiges terá falecido por volta de 1090, ou até 1095.

## Matrimónio e descendência
Egas desposou Gontinha Eres de Lugo (1035 -?) que herdou da sua família o padroado do Mosteiro de Arouca, como filha de Ero Menendez de Lugo, Conde de Lugo e de Ouroana Soares, de quem teve:
- Unisco Viegas de Ribadouro (c.1050? — antes de 1118) casou com Egas Gondesendes II de Baião[1][7]
- Toda Viegas de Ribadouro, casou com um conde de nome Rodrigo Froilaz.[7][1]
- Monio Viegas III de Ribadouro[7][1]
- Ermígio Viegas II de Ribadouro[7][1]
- Gomes Viegas II de Ribadouro[7]